# ぐんネット
ぐんネットは、群馬県前橋市・高崎市・渋川市を発着するバス事業者で共通に使用できる磁気式プリペイドカードである。
関越交通が1994年（平成6年）4月1日、群馬県内では初めて他社に先駆けてバスカードを導入した。同社の方式を共通化し2000年（平成12年）12月12日から、関越交通、群馬バス、群馬中央バス、日本中央バス、永井運輸で運用を開始。2002年（平成14年）から上信電鉄も運用に参加した。ICカードPASMO・nolbéの導入に伴い、一部路線を除いて2023年（令和5年）3月31日をもって利用を終了、残った一部も2024年（令和6年）1月31日に利用終了した。
正式名称は「群馬県共通バスカード」だが、愛称「ぐんネット」は一般公募で制定した。基本デザインカードの図柄（企画物以外）にあるキャラクターには、群馬県のマスコットであるぐんまちゃんが描かれている。

## 発行券種と特徴
制度上は回数乗車券の位置づけであり、1,000円（利用額1,100円）、3,000円（同3,550円）、5,000円（同6,050円）の3種類のカードがある。3,000円券と5,000円券は、かつて東京都・神奈川県・千葉県・埼玉県で利用されていたバス共通カードよりもプレミアムが多い（3,000円券は190円、5,000円券は200円）。また、バス共通カードとの相互間の利用はできなかった。群馬県内に営業所・路線がある朝日自動車（太田市）、国際十王交通（伊勢崎市）でも使用出来なかった（なお、朝日自動車はバス共通カードを導入していた）。
また、65歳以上が利用できる敬老カードも用意されていた。こちらは発行する自治体によって発売金額が異なっていた。

## 利用方法など

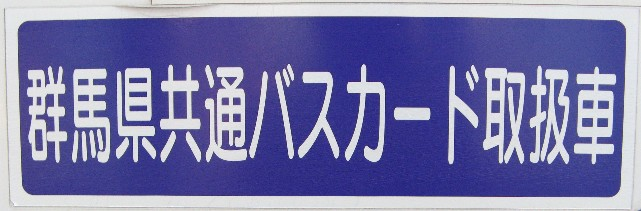
「群馬県共通バスカード取扱車」ステッカー

本カードを使用できるのは「群馬県共通バスカード取扱車」（紫色のステッカー）の表示がある一般路線バスである。
小児運賃や複数人利用、障害者割引の適用など、大人1人の料金でない場合はカードを通す前に乗務員に申告する必要がある。
乗車時と降車時にカードリーダーに通して利用する。群馬県ではほとんどの場合後扉より乗車、前扉から降車なので、乗車時に後扉付近のカードリーダーに通し、降車時は運賃箱のカードリーダーに通して利用する。

## 利用可能であったバス

### 一般路線
- 関越交通
- 群馬バス
- 群馬中央バス
- 日本中央バス
- 永井運輸 (永井バス)
- 上信電鉄 (上信電鉄バス)

### コミュニティバス
- ぐるりん (高崎市) (新町循環線・外来センター線では利用不可)
  - はるバス (榛名地域)
- マイバス (前橋市)
- 渋川タウンバス (渋川市) (日本中央交通が受託運行)

## 尾瀬カード
関越交通専用のバスカードで、発売額3,000円に対して4,350円利用できるバスカードである。ぐんネットより割引率が高い代わりに乗車できる路線が限定されており、利根・沼田地域（おもに沼田駅・水上駅・上毛高原駅を発着する路線）と前橋・渋川地区の一部区間のみにおいて利用できた。なお、尾瀬カード適用路線・区間においてぐんネットを使用することも可能であるが、ぐんネットの発売は行っていなかった。
このカードにも敬老カードが設定されており、こちらも発行する自治体によって発売金額が異なっていた。
ICカードへの移行に伴い、2023年（令和5年）3月31日で販売を終了。利用は一部を除き2024年（令和6年）1月31日で終了、利根沼田地区の一部路線は3月17日利用終了となった（当初はすべて2024年1月31日利用終了と発表されたが、ICカード導入準備中として予定が変更された）。

## PASMO・nolbéの導入
ぐんネット導入事業者のうち、関越交通については2020年4月1日より一部路線でICカード乗車券「PASMO」を導入している。関越交通以外の事業者では2022年3月12日よりJR東日本の「Suica」と連携した地域連携型ICカード「nolbé」を導入した。
これに伴いぐんネットは2022年3月31日をもって発売を終了。2023年（令和5年）3月31日で利用終了となった。ただし、日本中央バスの運行する多野藤岡地域代替バス奥多野線（かんながわ号）については、2023年（令和5年）7月31日に販売終了、2024年（令和6年）1月31日に利用終了した。

## 参考資料
- バスマガジン vol.12「おじゃまします バス会社潜入ルポ 関越交通」